# Княжое (Рязанская область)
Княжое — село в Кораблинском районе Рязанской области России, входит в состав Кипчаковского сельского поселения.

## Географическое положение
Княжое находится в восточной части Кораблинского района, в 10 км к востоку от райцентра.

## Население
| 1859 | 1897 | 1906 | 2010 |
| ---- | ---- | ---- | ---- |
| 742  | ↘538 | ↗685 | ↘169 |

## История
В платежных книгах Пехлецкого стана 1594—1597 годов упоминается село Стрекалово.
Во владельческих документах 1644 года показана пустошь Стрекалово. В этих документах, в частности, указывается: отказано поместье в Ряжском уезде, в Пехлецком стане в пустоши, «что было село Стрекалово».
По окладным книгам 1676 года вновь показано село Стрекалово с церковью «Великого Чудотворца Николая».
В 1952 году начинает работу Кораблинский каменный карьер, в это время строится посёлок Каменного карьера, позже включённый в состав села Княжое.

## Промышленность
Работает предприятие по производству строительного щебня ООО «Кораблинский каменный карьер», основанное в 1952 году.

## Инфраструктура
Дорожная сеть
Село находится в 5 км от автотрассы межмуниципального значения «Кораблино — Ухолово».
Торговля
В Княжом есть 2 магазина.